# 菊地祥子
菊地 祥子（きくち しょうこ、1970年7月24日 - ）は、日本の女性声優。岩手県出身。81プロデュースに所属。

## 人物
声種はソプラノ。
アニメを中心に活躍している。

## 出演

### テレビアニメ
1996年
- 逮捕しちゃうぞ（女子高生B、女の子）
- 爆走兄弟レッツ&ゴー!!（女子B）
- はりもぐハーリー（アゲゾーの母）
- わんころべえ（しめちゃん）

1997年
- 学級王ヤマザキ（ともえ、オカムラ、雪女、プー助）
- 救命戦士ナノセイバー（スセリ）
- ポケットモンスター（ミニスカートA）
- 名探偵コナン（店員）

1998年
- Weiß kreuz（女生徒1）
- 男はつらいよ 〜寅次郎忘れな草〜（めぐみ）
- カードキャプターさくら
- 突撃!パッパラ隊（いずみ）

1999年
- KAIKANフレーズ（ファンの娘、女の子3、女子校生、ファン）
- 金田一少年の事件簿（1999年 - 2000年、女性A、乾公子）
- ジバクくん（眠り姫、プリム、先生）
- 仙界伝 封神演義（海）
- 爆球連発!!スーパービーダマン（大豪寺ナナ）
- ひみつのアッコちゃん（第3作）（アソウムツミ）

2000年
- GEAR戦士電童（ミキ）
- ゾイド -ZOIDS-（助手、技師、オペレーター、ディの助手）
- とっとこハム太郎（フランソワーズ、ビューティーちゃん）
- はじめの一歩（女子生徒）
- HAND MAID メイ（光明寺ひかり）
- 六門天外モンコレナイト（フェアリーB）

2001年
- サラリーマン金太郎（神崎千恵子、ホステス）
- 探偵少年カゲマン（2001年 - 2002年、静くるみ、小珠、アナウンス、おばちゃん、探偵A、あいたん、女性アナウンサー、お茶運び人形、ダンサー）
- バビル2世（古見由美子）
- RAVE（サクラ・グローリー）

2002年
- Witch Hunter ROBIN（小夜子）
- G-onらいだーす（光明寺ひかり）
- NARUTO -ナルト-（女の子）
- わがまま☆フェアリー ミルモでポン!（アベック女）

2003年
- R.O.D -THE TV-（ミシェール・チャン）
- クラッシュギアNitro（ベル）
- 出撃!マシンロボレスキュー（村良サキ）

### 劇場アニメ
- スレイヤーズぐれえと（1997年、母親）
- デジモンアドベンチャー（1999年、子供）
- A・LI・CE（2000年、コンピュータの声[9]）
- 宇宙ショーへようこそ（2010年、ベビーシッター）

### OVA
- ゴルゴ13〜QUEEN BEE〜（1998年、アンリ）
- とっとこハム太郎 ハムちゃんずと目指せ!ハムハム金メダル（2006年、ビューティーちゃん）

### ゲーム
- リトルステップ（1996年、霧橋亜弥、HAINE、塩満美由紀）
- ぽっぷんぽっぷ（1998年、美紀、リーナ姫）
- スレイヤーズわんだほ〜（1998年、ダミア）
- プリンセスクエスト（1998年、マロン）
- ファンシア（1999年、ファンシア）
- あいたくて… 〜your smiles in my heart〜（2000年、星野映美）
- Sister Princess（2001年、竜崎）

### 吹き替え

#### 映画
- スクリーム2（1998年、ロイス〈レベッカ・ゲイハート〉）
- スパイダーマン（2002年）
- 愛しのローズマリー（2002年）

#### アニメ
- アイアンマン（1996年、ひげ面の連れの女）

### ラジオ
- ドラマチックな夜だから2（東海ラジオ）

### テレビ番組
- あの歌がきこえる
- いないいないばあっ!（ちゃっぷん）

### ボイスオーバー
- ABUアジア子どもドラマシリーズ2010

## ディスコグラフィ

### キャラクターソング
| 発売日        | 商品名                          | 歌                                                                         | 楽曲                 | 備考                           |
| ------------- | ------------------------------- | -------------------------------------------------------------------------- | -------------------- | ------------------------------ |
| 1997年1月21日 | リトルステップ イメージアルバム | カミーラ＝佐羽恵未（浅田葉子）、霧橋亜弥（菊地祥子）、梅津響子（篠原恵美） | 「同級生」           | ゲーム『リトルステップ』関連曲 |
| 1997年1月21日 | リトルステップ イメージアルバム | HAINE（菊地祥子）                                                          | 「ジェネ・ライダー」 | ゲーム『リトルステップ』関連曲 |

### 未音源化楽曲
| 時期   | 楽曲               | タイアップ                 | 備考         |
| ------ | ------------------ | -------------------------- | ------------ |
| 1999年 | 「いつもいっしょ」 | ゲーム『ファンシア』主題歌 | 菊地祥子名義 |